# Vallon de Marcillac
Le vallon ou rougier de Marcillac est une région naturelle de France située dans le département de l'Aveyron. Géographiquement, elle correspond au haut bassin du Dourdou de Conques, sa ville principale est Marcillac-Vallon.

## Géographie

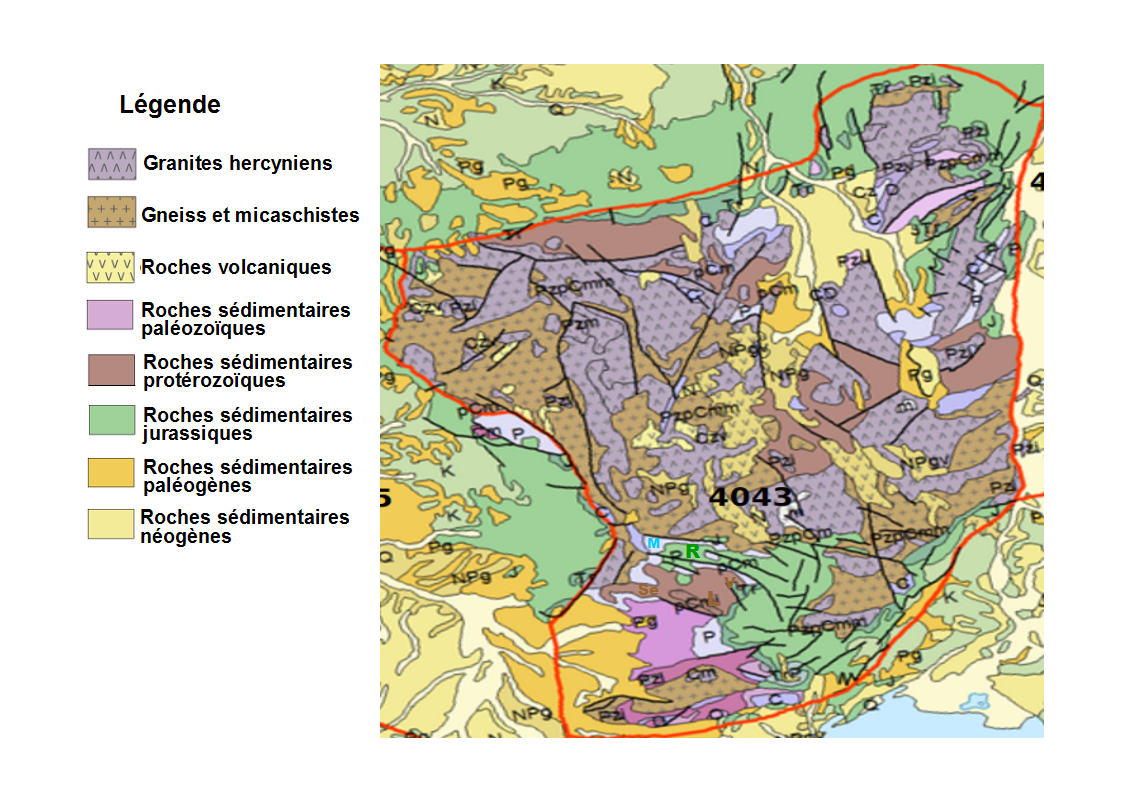
Carte géologique du Massif central :
R=détroit de Rodez ; M=rougier de Marcillac ; Se=Ségala ; V=Vibal ; L=Lévezou.

### Situation
Le Vallon de Marcillac est entouré au sud et à l'est par le causse Comtal qui se prolonge en plus étroit, jusqu'au-delà d'Espalion. Le Ségala n'est qu'à quelques kilomètres encore plus au sud. À l'ouest se trouve le Bassin de Decazeville-Aubin et au nord le Pays de Conques.

### Géologie
Il présente un paysage caractéristique de collines modelées dans des marnes et des grès tendres du permien d'un rouge sombre et violacés qui en font un rougier.

### Agriculture
On y cultive la vigne, produisant à partir du cépage fer servadou un vin qui a jadis ravitaillé l'Auvergne et le proche bassin industriel de Decazeville. Depuis 1990, c'est une AOC portant le nom de Marcillac.